# مصرف شمال إفريقيا
مصرف شمال أفريقيا مصرف تجاري ليبي يقدم خدماته في ليبيا من خلال 61 فرع ووكالة، وبرأس مال يبلغ 350 مليون دينار ليبي.

## وصلات خارجية
الموقع الرسمي لمصرف شمال أفريقيا